# 中尾喜久
中尾 喜久（なかお きく、男性、1912年1月22日 - 2001年6月21日）は、日本の内科学者。

## 経歴
茨城県真壁郡竹島村（現筑西市）出身。1936年東京帝国大学医学部卒、1943年医学博士。東京大学医学部助手、講師、助教授、1958年群馬大学教授、1963年東京大学教授。1972年定年退官、自治医科大学初代学長。1982年同大附属病院に地域診療所を設置。1996年学長退任、のち名誉学長。
この間、1959年中国医科大学名誉教授、1987年東大名誉教授。臨床血液学の世界的権威者として知られた。1964年ベルツ賞佳作賞受賞。1984年勲一等瑞宝章受勲。日本学士院会員。

## 共編著・監修
- 『血色素の生理と臨床』上代晧三共監修 医学書院 1958
- 『現代内科学大系 [第8](血液・造血器疾患)』中山書店 1960-1962
- 『自律神経系と臨床 改訂第6版』冲中重雄,吉川政己共著 杏林書院 1964
- 『血液の生化学 -基礎と臨床-』吉川春寿共編 朝倉書店 1969
- 『現代診断検査法大系 [第9部門] 血液疾患』編 中山書店 1969-1977
- 『全身性疾患と肺 内科学と呼吸器病学との接点を求めて』三上理一郎共著 医学書院 1969
- 『内科学書』全4巻 山村雄一,山形敞一,吉利和共編著 中山書店 1971-1974
- 『現代血液学 基礎と臨床』編著 中山書店 1972
- 『白血病のすべて』編集 南江堂 内科シリーズ 1972
- 『リンパ球の基礎と臨床』編集 東京医学社 1972
- 『血液病アトラス』前川正,衣笠恵士共著 南山堂 1973
- 『貧血のすべて』編集 南江堂 内科シリーズ 1974
- 『家庭医学事典 ビッグドクター・ハンディ判』高久史麿,鈴木章夫共監修 法研 1997

### 翻訳
- Hans, Behrendt『赤血球の化学 その臨床面』高橋善弥太,三輪卓爾共訳 医歯薬出版 1958
- Marcus A.Krupp,Milton J.Chatton 編『臨床診断と治療』高久史麿,和田攻共監訳 丸善 1974
- ウイリアムズ 等編『血液学』高久史麿共監訳 広川書店 1977
- Robert E.Rakel,Howard F.Conn 編『実地医家のためのファミリィ・プラクティス』高久史麿共監訳 広川書店 1984